# Mateusz Talbot
Mateusz Talbot (ur. 2 maja 1856 w Dublinie, zm. 7 czerwca 1925 tamże) – irlandzki robotnik, asceta, alkoholik zachowujący abstynencję, Czcigodny Sługa Boży Kościoła katolickiego.
Urodził się w wielodzietnej rodzinie robotnika portowego Charlesa i Elizabeth Talbotów, jako drugie dziecko z dwanaściorga.

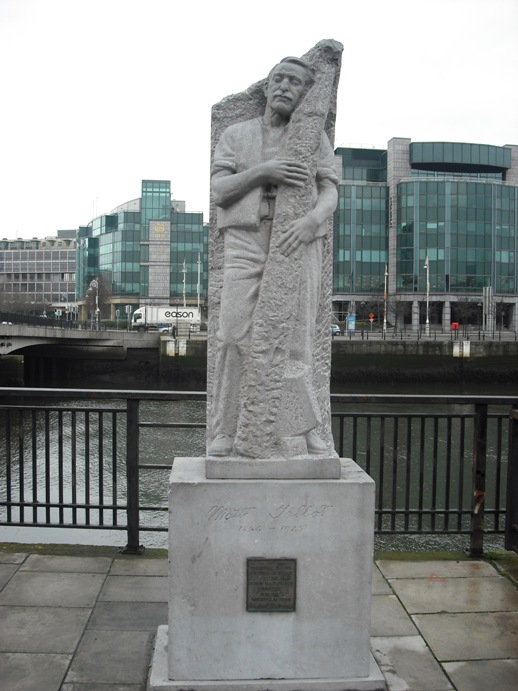
Pomnik Mateusza Talbota w Dublinie

W 1868 roku, gdy ukończył 12 lat zaczął pracować jako goniec w dublińskim składzie win. Po krótkim czasie pracy w składzie stał się całkowicie uzależniony od alkoholu. Nałóg alkoholowy trwał aż 16 lat.
W 1884 roku 28-letni Matt, na skutek wstrząsów psychicznych związanych z piciem alkoholu i doznanych poniżeń od ludzi (wyzwisk, odrzucenia), zaczął swą „przemianę duchową”. W kościele św. Krzyża po raz pierwszy od wielu lat wyspowiadał się. Potem na ręce miejscowego księdza złożył przyrzeczenie, że przez trzy miesiące nie weźmie alkoholu do ust. Uświadomił sobie, że sam nie da rady. Postanowił poszukać pomocy u Boga. Chodził codziennie do kościoła na msze, dużo się modlił (najczęściej odmawiał różaniec).
Przyszył sobie dwie skrzyżowane szpilki do rękawa, żeby mu przypominały o jego postanowieniu i o tym, że Jezus cierpiał za niego. Potem przyrzekał kolejne abstynencje i tak był abstynentem przez 41 lat.
Biskup Dublina, Edward Joseph Byrne, rozpoczął w 1931 roku proces informacyjny przed beatyfikacją. Przesłuchano świadków. W 1975 roku, z okazji 50. rocznicy śmierci Mateusza, papież Paweł VI ogłosił dekret o „heroiczności jego cnót”.